# La Louvière
La Louvière (wa. El Louvire) – miasto w środkowej Belgii, w Regionie Walońskim, w prowincji Hainaut, siedziba administracyjna okręgu La Louvière. Siedziba polskiego konsulatu honorowego.

## Historia

### Mityczne początki
Legenda o wilczycy opiekującej się dziećmi w La Louvière jest reminiscencją mitycznych narodzin Rzymu. Prawdziwe początki miasta sięgają XII wieku. W tym czasie zalesione i prawdopodobnie zamieszkane przez wilki terytorium obecnego miasta nosiło nazwę Menaulu, co w języku starofrancuskim oznacza „siedlisko wilków”. Region ten był częścią większej gminy Saint-Vaast, która z kolei należała do opactwa Aulne.

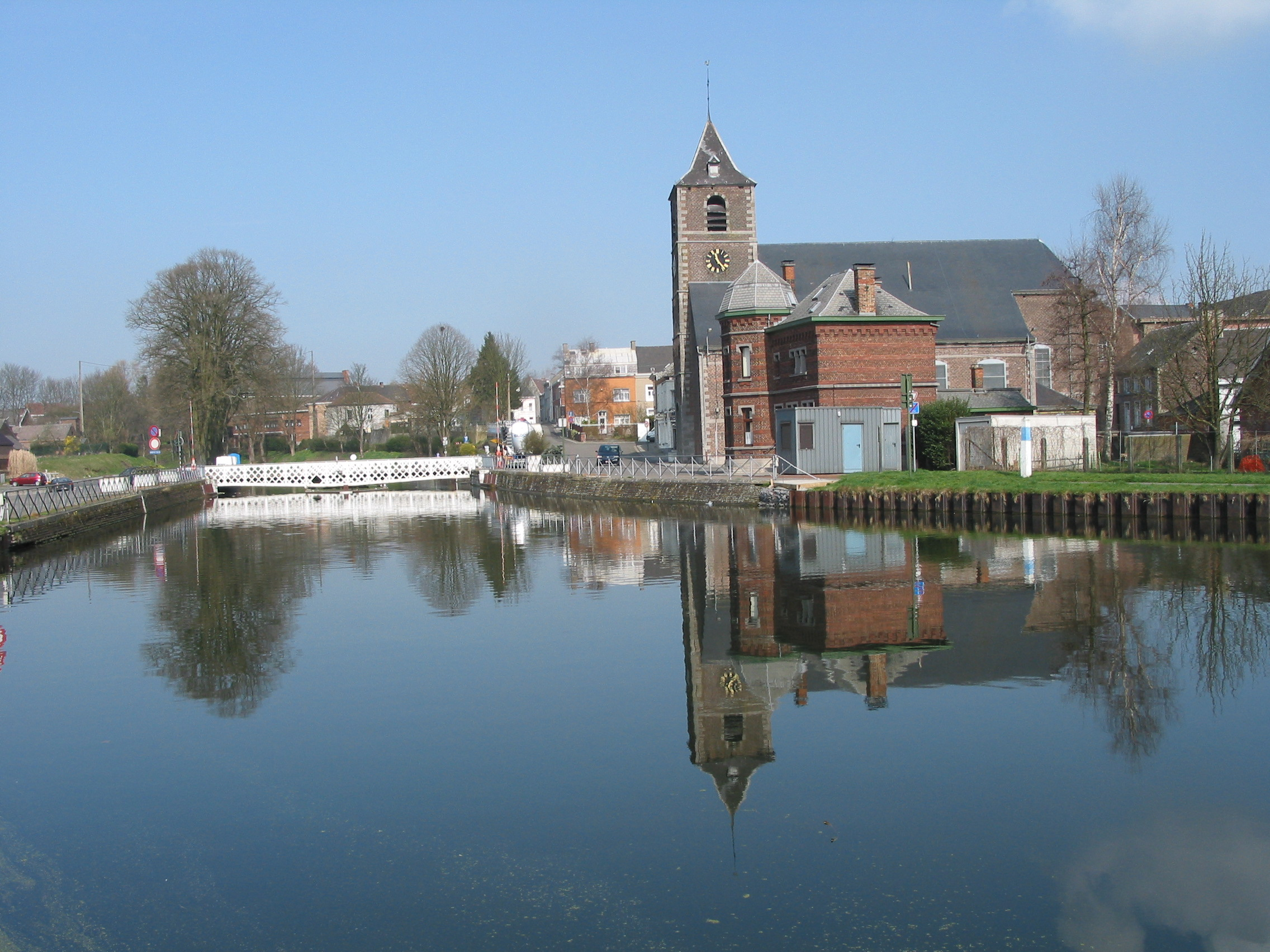
Dzielnica Houdeng-Aimeries

W 1284 roku nazwa terytorium została przetłumaczona na łacinę, a następnie znów na francuski jako La Louvière. W 1390 roku po raz pierwszy wydobyto tu węgiel. Opactwo odmówiło stworzenia potrzebnej infrastruktury, co opóźniło rozwój miasta aż do XVIII wieku.

### Narodziny La Louvière
W XIX wieku powstanie dróg, kanałów i linii kolejowych umożliwiło eksport wydobywanego tutaj węgla. Przyciągnęło to inwestycje. La Louvière szybko przewyższyło podległe suwerenowi Saint-Vaast, zarówno pod względem liczby mieszkańców jak i rozwoju gospodarki. W ciągu pięćdziesięciu lat miasto to stało się jednym z najważniejszych miast w Walonii. La Louvière zostało uznane za samodzielne miasto w 1869 roku. Obecnie jest piątym pod względem wielkości miastem w Walonii, po Charleroi, Liège, Namur i Mons.

## Podział administracyjny
W skład miasta wchodzi dziewięć dzielnic (section):
- Boussoit
- Haine-Saint-Paul
- Haine-Saint-Pierre
- Houdeng-Aimeries
- Houdeng-Gœgnies
- Maurage
- Saint-Vaast
- Strépy-Bracquegnies
- Trivières

## Turystyka

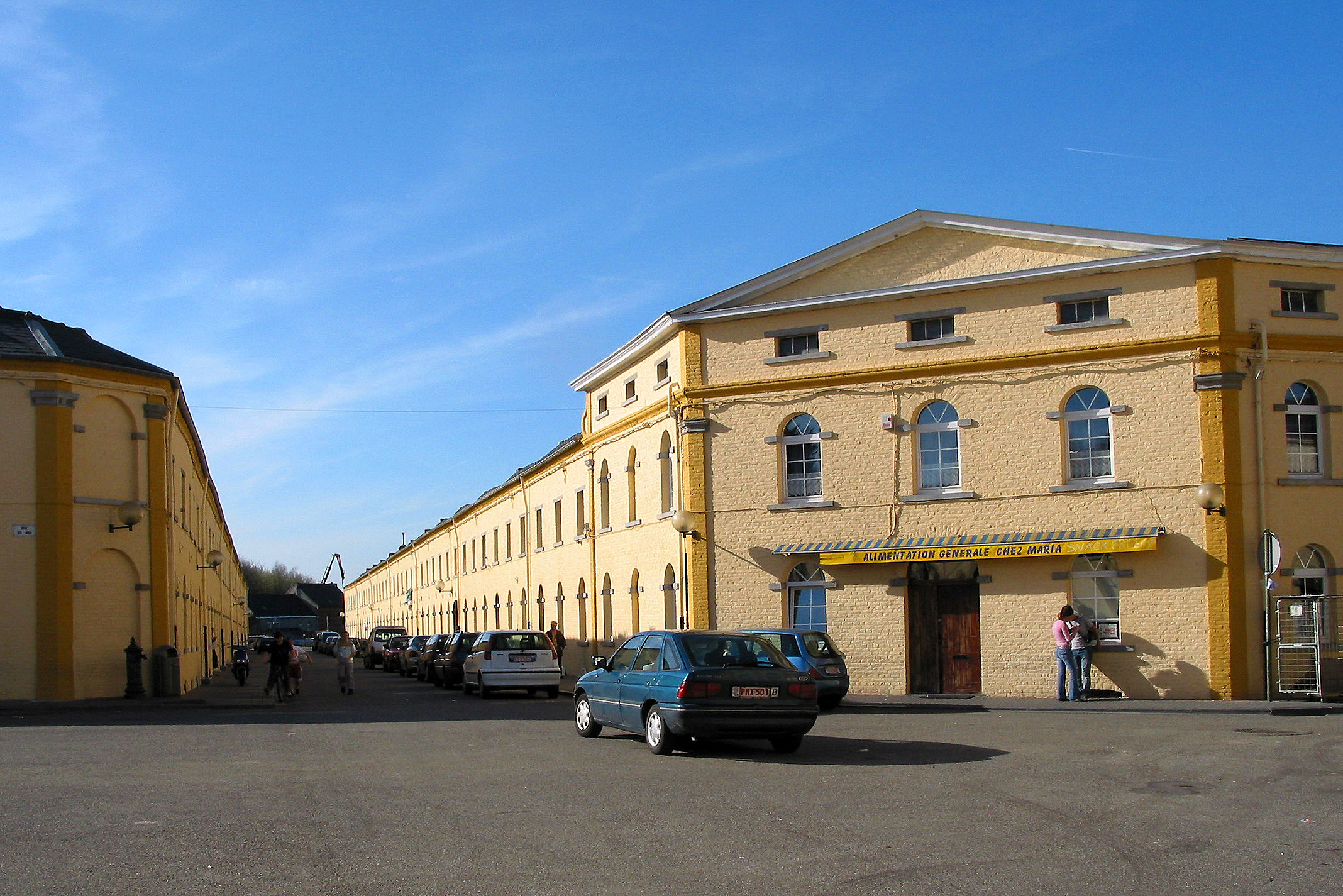
Mieszkania robotników kopalni Bois-du-Luc

- cztery hydrauliczne dźwigi na starym kanale Canal du Centre, które łącza Mozę ze Skaldą. Te podwójne windy pochodzą z ok. 1900 roku i zostały wpisane na listę światowego dziedzictwa w 1998 roku
- odrestaurowane centrum mieszkalne zbudowane dla górników z kopalni Bois-du-Luc w pierwszej połowie XIX wieku. Można obejrzeć jeden z takich domów, a także kilka muzeów przedstawiających historię górnictwa w regionie
- liczne kaplice i kościoły zbudowane pomiędzy XIII a XVI wiekiem
- znajduje się tutaj jedna z najlepszych kolekcji Idela Ianchelvici.

## Kultura
Karnawał w La Louvière nosi nazwę Laetare, co po łacinie znaczy "cieszyć się". Trwa on trzy dni, od niedzieli do wtorku i odbywa się w połowie wielkiego postu.

## Osoby

### urodzone w La Louvière
- Maurice Baudoux, kanadyjski ksiądz (1902–1988)
- Pol Bury, rzeźbiarz (1922–2005)
- Maurice Grevisse, gramatyk (1895–1980)
- Eden Hazard, piłkarz (ur. 1991)
- Kylian Hazard, piłkarz (ur. 1995)
- Thorgan Hazard, piłkarz (ur. 1993)
- Jean Louvet, dramaturg (ur. 1934)
- Enzo Scifo, piłkarz (ur. 1966)

## Sport
La Louvière ma klub piłkarski Eerste klasse A o nazwie RAA Louviéroise. Klub ten zdobył Puchar Belgii w 2003 roku.

## Współpraca
Miejscowości partnerskie:
- Aragona, Włochy
- Bojnice, Słowacja
- Eguisheim, Francja
- Foligno, Włochy
- Kalisz, Polska
- Kordoba, Hiszpania
- Saint-Maur-des-Fossés, Francja
- Șoarș, Rumunia
- Soligorsk, Białoruś
- Terre del Cerrano, Włochy